# 206型炮艇
206型炮艇（北约称葫芦岛级）。是中国人民解放军海军80年代末装备的中国设计制造的第五代炮艇。
自62型护卫艇以后，快速小型炮艇的作用已日趋减弱，所以海军很长的一段时间内没有再研制新的炮艇。尽管如此80年代末又将037型反潜护卫艇简化设计出206型炮艇。第一艘于1988年在芜湖造船厂完工,第四与第五艘在1991年五月开工。已知有八艘。
206型炮艇由037型反潜护卫艇缩小，而037型反潜护卫艇由6604型猎潜艇（苏联Project 122bis型猎潜艇技术转让制造）放大而来，206型炮艇的船体规格又改回到与6604型猎潜艇接近且略小水平。由于与海军第二代至第四代炮艇的设计生产年代间隔已久，所以是另一条完全不同的设计路线。